# High Class Racing
High Class Racing er et dansk motorsportshold, der blev grundlagt i 1990. Holdet deltager i den igangværende FIA World Endurance Championship sæson samt den igangværende European Le Mans Series sæson.